# Nụ hôn biệt ly
"Nụ hôn biệt ly" (tiếng Trung: 吻別, tựa tiếng Anh: Goodbye Kiss) là một ca khúc do ca sĩ Hồng Kông Trương Học Hữu trình bày đầu tiên vào năm 1993 và được hãng đĩa PolyGram thu âm, nằm trong album "Nụ hôn biệt ly" (The Goodbye Kiss). Ca khúc này đã giành được 3 giải Giai điệu vàng của Đài Loan và được biết đến tại rất nhiều quốc gia Đông Nam Á. Nó được nhiều ca sĩ gốc Hoa hát lại và được ban nhạc Đan Mạch Michael Learns to Rock chuyển ngữ sang tiếng Anh với tựa Take Me to Your Heart, phát hành trong album cùng tên: Take Me to Your Heart. Tại Việt Nam, ca khúc này được chuyển lời Việt phổ biết nhất với tên gọi "Nụ hôn biệt ly", do Việt Hùng chuyển ngữ và ca sĩ Minh Thuận trình bày.

## Giới thiệu
Bản gốc ca khúc được viết với tone Sol giáng trưởng, do nhạc sĩ Đài Loan Ân Văn Kỳ sáng tác, được Hà Khởi Hoằng viết lời và được chính tác giả Ân Văn Kỳ phối âm. Đây là ca khúc chủ đề và là ca khúc đầu tiên trong album "Nụ hôn biệt ly" của ca sĩ Hồng Kông Trương Học Hữu, phát hành ngày 5 tháng 3 năm 1993.
Cùng với album, ca khúc đã đạt được thành công đáng kinh ngạc, không chỉ giành được nhiều giải thưởng âm nhạc ở khu vực Đài Loan, Hong Kong, mà còn lan rộng tầm ảnh hưởng của một số quốc gia Đông Nam Á, và thậm chí sang một số nước phương Tây.
Theo tường thuật của tác giả Ân Văn Kỳ, phác thảo của ca khúc ra đời vào năm 1988. Ông lấy cảm hứng từ phần nhạc hòa tấu trong bộ phim Hoàng đế cuối cùng, chịu ảnh hưởng phong cách hòa âm của nhà soạn nhạc người Nhật Bản Sakamoto Ryūichi, người đã đưa âm nhạc dân gian Trung Quốc vào hòa tấu.
Rất nhanh, ca khúc trở nên nổi tiếng. Nó được các ca sĩ như Lưu Đức Hoa, Triệu Học Nhi, Lê Minh, Cổ Cự Cơ trình diễn. Năm 2004, ban nhạc Đan Mạch Michael Learns to Rock đã cover và chuyển ngữ ca khúc này sang tiếng Anh với tên gọi Take Me to Your Heart. Tại Việt Nam, ca khúc này được biết đến nhiều nhất qua phần trình diễn của ca sĩ Minh Thuận, với phần lời Việt của Việt Hùng. Nhiều ca sĩ Việt Nam cũng hát lại ca khúc này như Lý Hải, Tuấn Hưng, Ưng Hoàng Phúc... Riêng ca sĩ Vân Quang Long cũng trình diễn một cover khác với tên "Tiễn bước phi trường", với phần lời Việt của Minh Tâm.
Từ năm 2013, Tòa thị chính Dubai của Các Tiểu vương quốc Ả Rập Thống nhất đã thêm ca khúc này vào dự án trình diễn Dubai Fountain, trở thành tác phẩm nhạc pop châu Á đầu tiên tại Dubai Music Fountain.
Trong bộ phim "Tân Ô Long viện" (笑林小子2之新烏龍院, Messy Temple) năm 1994, ca khúc được sử dụng trong phân khúc diễn viên Ngô Mạnh Đạt tỏ tình với một cô gái bằng cách hát nhép. Chi tiết này được tái sử dụng sau đó 24 năm, trong bộ phim "Tân Ô Long viện 2018" (新烏龍院之笑鬧江湖, Oolong Courtyard), cũng có sự thủ diễn của Ngô Mạnh Đạt.

## Giải thưởng
Sau được phát hành, đĩa đơn "Nụ hôn biệt ly" nhanh chóng chiếm được vị trí quán quân trên nhiều bảng xếp hạng âm nhạc, và đã được duy trì trong hàng chục tuần. Cho đến ngày nay, ca khúc này vẫn giành được một số giải thưởng mà không bị gián đoạn. Các đài phát thanh Trung Quốc thỉnh thoảng vẫn phát lại ca khúc này theo yêu cầu của khán thính giả.
- Lễ trao giải Top 10 bài hát vàng năm 1993

- "Bài hát tiếng phổ thông phổ biến nhất"
- "Giải thưởng người viết lời hay nhất"

- Lễ trao giải Top 10 Giai điệu vàng Trung Quốc năm 1993

- "IFPI International Song Awards"

- Lễ trao giải Giai điệu vàng Đài Loan năm 1993

- "Bài hát hay nhất của năm"
- "Giải thưởng hòa âm xuất sắc nhất"

- Lễ trao giải Giai điệu vàng Singapore 1993

- "Bài hát nổi tiếng nhất"
- "Album phổ biến nhất"

- Lễ trao giải Giai điệu vàng Singapore 1994

- "Giai điệu vàng xuất sắc nhất"

- Giải thưởng Giai điệu vàng lần thứ 20

- "Bài hát yêu thích của tôi tại lễ trao giải Giai điệu vàng 20 năm (1-9)"